# Culture Club
Culture Club és una banda anglesa nascuda el 1981. La banda fou constituïda per Boy George (veu principal), Roy Hay (guitarra i teclats), Mikey Craig (guitarra baixa) i Jon Moss (tambors i percussió). Són considerats un dels grups més representatius i influents del 1980s. Culture Club ha venut més de 50 milions d'àlbums i 100 milions singles (comptant amb els senzills de Boy George sol) arreu del món. El certificat RIAA dels Estats Units els atorga 7 milions de discs.
La banda va tenir diversos impactes internacionals amb cançons com " Do You Really Want to Hurt Me", "Time (Clock of The Heart)", "Church of The Poison Mind", "Karma Chameleon", "Victims", "It's a Miracle", "The War Song", "Move Away", i "I Just Wanna Be Loved".
L'estil androgin de vestir de Boy George va cridar l'atenció del públic i dels mitjans de comunicació. El grup, partidaris del gènere pop sintètic, va fer nombroses incursions en reggae i va mostrar una forta propensió al subgènere de les balades.
El seu segon àlbum, Colour by Numbers, va vendre més de 10 milions de còpies a tot el món. Va aparèixer en la llista dels 100 millors àlbums dels vuitanta de la revista Rolling Stones. Va ser inclòs en el llibre 1001 Àlbums que Cal que Sentis Abans que Moris. Deu del seu singles van assolir posicions superiors al 40 en els EUA on són associats amb la Segona Invasió britànica de grups new wave britànics que esdevenien populars en Estats Units a causa de l'aparició en la televisió musical per cable MTV. La música de Culture Club combina New Wave britànica i Soul americà amb reggae jamaicà i també altres estils com calypso, salsa i country.
En 1984, Culture Club va guanyar els premis Brit Award per al Millor Grup britànic, Millor Senzill Britànic ("Karma Chameleon"), i el Grammy al millor nou artista. Van ser nomenats el mateix any pel Premi Grammy "Pop Vocal by Group or Duo" però el grup de rock anglès The Police es va emportar el premi. La banda fou també nomenada en Canadà pel Juno Award per l'Àlbum Internacional de l'Any. Dins gener 1985, Culture Club va ser nomenat per un Premi American Music Award per "Favorite Pop/Rock Band/Duo/Group Video Artist", i en setembre de 1985, van ser nomenats per dos premis MTV per Millors Efectes Especials i Millor Direcció Artística pel seu vídeo "It's a Miracle".
En 1987, van rebre un altre nomenament per un American Music Award per "Favorite Pop/Rock Band/Duo/Group Video Artist". Al Regne Unit van aconseguir dotze singles top 40 entre 1982 i 1999, incloent-hi els número u "Do You Really Want to Heart Me" i "Karma Chameleon", aquest últim fou el single més venut de 1983, i va coronar la llista estatunidenca Billboard Hot 100 en 1984. "Time (Clock of the Heart)" s'inclou a la llista de 500 cançons que formaren el rock and roll, editada per l'entitat Rock and Roll Hall of Fame.

## Història

### Formació i Kissing to Be Clever: 1981–1983
En 1981, un assidu assistent al Blitz Club Boy George ocasionalment va cantar amb el Bow Wow Wow sota el nom d'escena Lieutenant Lush. Després que la seva etapa amb el grup acabà, George va decidir crear la seva banda pròpia i aconsegui el baixista Mikey Craig, el bateria Jon Moss, i finalment el guitarrista Roy Hay.
Adonant-se que tenien un gai irlandès com a cantant principal, un britànic negre al baix, un anglès ros a la guitarra i teclats, i un jueu als tambors, finalment decidiren posar-se el nom Culture Club (Club de les Cultures). El grup va enregistrar 'demos', les quals va ser pagades per EMI Records, però a l'etiqueta no li feien el pes i va decidir no signar contracte amb el grup. El personal de Virgins Records van sentir les demostracions i va signar amb el grup en el Regne Unit, distribuint els seus àlbums dins Europa, mentre Epic Records van distribuir els seus àlbums en els Estats Units i bona part de la resta del món, ja que Virgin no tenia presència als Estats Units en aquell moment. George va començar a adoptar un aspecte inspirat en Siouxsie Sioux amb "maquillatge abundant i cabells despentinats".
La banda va llançar dos singles en maig i juny de 1982 respectivament, "The White Boy" i "I'm afraid of me", encara que ambdós van fer figa als gràfics de vendes. Per l'agost el senzill "Mystery Boy" va ser alliberat en el Japó. En setembre d'aquell any, el grup va alliberar el seu tercer senzill, " Do You Really Want to Hurt Me", una peça amb influència reggae, el qual esdevenia un dels seus impactes més grans. La cançó va anar al n. 1 en el Regne Unit a la tardor de 1982 i esdevenia un cop internacional, assaltant el primer lloc en una dotzena de llistes de vendes dels respectius països (n.2 en EUA). Aquesta pista va aconseguir vendre fins a 6.5 milions de còpies a tot el món.
El debut de 1982 de la banda en el diari Top of The Tops va fer proliferar capçaleres de publicacions sensacionalistes i de xafarderies enfocats en l'estil androgin de vestir i l'ambigüitat sexual d'en Boy. Pete Burns, cantant de la banda New Wave Dead or Alive, més tard declarà ser el primer a portar trenes, barrets grans, i vestits acolorits, però George respongué amb un agut comentari, "no es tracta de qui ho feu abans, sinó de qui ho feu millor."
L'àlbum de debut de la banda, Kissing to be Clever (RU n. 5, EUA No. 14) va ser llançat l'octubre de 1982, i el següent senzill, "Time (Clock of the Heart)", esdevenia un altre impacte Top10 en EUA (Número 2) i Regne Unit (Número 3). "I'll Tumble 4 Ya" també assolia el Top10 als EUA (Número 9) i Canadà. Això va donar a Culture Club la distinció de ser el primer grup des de The Beatles a tenir tres hits Top Ten a Amèrica amb un àlbum de debut. Kissing to Be Clever va vendre més d'1,5 milions de còpies als EUA, certificant el platí i va vendre altres 3 milions a tot el món en el moment del seu llançament.

### Colour by Numbers: 1983–1984
El segon àlbum de la banda, Colour by Numbers (Regne Unit No. 1, EUA No. 2), va ser posat a la venda el 1983. El primer senzill, "Church of the Poison Mind", presentant a la vocalista de suport Helen Terry, va assolir el Top10 en Regne Unit i Estats Units d'Amèrica. El segon senzill, "Karma Chameleon", va donar a la banda el seu impacte més gran, pujant al lloc 1 en el Regne Unit (el segon número u de la banda en aquell país), on es va convertir en el single més venut de 1983 i ha venut fins a la data 1.5 milions de còpies. Karma Chameleon també aconseguí el n.1 en EUA per tres setmanes consecutives, i finalment va aconseguir n.1 en 30 països, convertint-se així en un dels primers vint singles més venuts de la dècada de 1980 va vendre fins a 7 milions de còpies a tot el món, amb una de les imatges més icòniques de Boy George a la portada del fotògraf David Levine.L'àlbum Color by Numbers generaria més èxits inclosos "Miss Me Blind" (#5 EUA), "It's a Miracle" (#4 Regne Unit, No. 13 EUA), i "Victims" (#3 RU), i va vendre quatre milions de còpies als EUA i altres cinc milions a tot el món en el seu moment de llançament. L'àlbum va donar a Culture Club la distinció de ser el primer grup de la història de la música per tenir un àlbum certificat amb diamant al Canadà (per vendre un milió d'exemplars en aquest país). La banda també guanyà el Premi Brit de 1984 per al Millor Grup i el Premi Grammy pel Millor Artista Nou, on George va donar un discurs via el satèl·lit que declara, "Gràcies a Amèrica, teniu estil, teniu gust i ja coneixeu una bona Drag Queen quan la vegeu".
La segona cantant del grup, Helen Terry, va començar feina en el seu àlbum sola, per al qual en George i en Hay van escriure la cançó "Love Lies Lost". El parell de músics també va escriure "Passing Friend" per l'àlbum "The Beach Boys" del grup homònim. Culture Club va escriure dues cançons per la banda sonora a la pel·lícula Somnis Elèctrics. George i Hay van escriure "The Dream" i "Love Is Love", amb el darrer tema llançat com a senzill en Canadà i Japó, l'E.P "Love Is Love" esdevenia un impacte important dins del Japó. George també col·laborà en la cançó "Somnis Elèctrics", cantat per P. P. Arnold. La cançó va ser escrita amb Phil Pickett (membre anterior de la banda Sailor dels 70) qui va també co-escriure "Karma Chameleon" i sovint tocava teclats per al grup.
Malgrat l'èxit comercial de Culture Club, hi va haver pressions importants dins de la banda. George estava utilitzant drogues amb diners de la seva nova fama. George i Moss també estaven involucrats romànticament entre ells, cosa que era desconeguda per al públic i els mitjans de comunicació de l'època. La seva relació va durar més de quatre anys i va ser sovint turbulenta, amb presumptes abusos físics i verbals. Els seus constants arguments i la pressió per amagar la relació del públic van començar a passar factura a la banda.

### Despertant amb la Casa en Flames,Del Luxe al l'Angoixai decadència: 1984–1986
Dins 1984, el grup va mostrar al mercat el seu tercer àlbum,va vendre més de 2.8 milions de còpies a tot el món Waking up with the House on Fire (Regne Unit n. 2, USA n. 26). Tot i que aconseguí Platí en ambdós el Regne Unit i Estats Units, fou una decepció comercial i crítica comparat amb els seus primers dos àlbums. L'àlbum va contenir l'impacte senzill "The War Song", el qual va assolir la segona posició en el Regne Unit, i entrar en els vint primers de la llista Estatunidenca. Altres singles com ara "Mistake N. 3" (USA n. 33) i "The Medal Song" (Regne Unit n. 32) esdevindrien impactes modests. George va declarar després que va sentir que l'àlbum va experimentar una recepció tèbia a causa que el material llançat estava fet a mig cor a causa de la pressió de Virgin i Epic per fer una ràpida rèplica de l'èxit de Color by Numbers. Segons ell, la banda acabava de sortir d'una exhaustiva gira mundial el 1984, i com a resultat, el cansament va acabar sortint en l'àlbum.
Al final de 1984, Boy George fou reclutat per Bob Geldof per unir-se a l'enregistrament de l'Aid Band, que consisteix principalment en estrelles de la música irlandeses i del Regne Unit. George estava a la ciutat de Nova York per presentar-se al Late Night de David Letterman quan Geldof el va cridar, però va aconseguir atrapar el darrer Concorde del dia a Londres i va ser l'últim cantant a gravar una veu principal per a la cançó "Do They Know It's Christmas? ". La cançó es convertiria en el senzill més venut de tots els temps del Regne Unit i un gran èxit internacional, recaptant milions per les víctimes de la fam a diverses nacions africanes, especialment a Etiòpia.
A causa de tot l'aflicció de la ruptura de la seva relació amb Moss, i tota la consegüent tensió amb la resta de la banda, George es va recórrer al consum (fins al moment poc habitual en George) de drogues. En conseqüència, aviat va desenvolupar una addicció a les drogues autodestructiva, que ràpidament, en només quatre mesos, s'eleva de la marihuana a l'heroïna. Així que, en aquesta època, 1986 George s'havia convertit en un seriós addicte. I sense Moss al seu costat, la seva il·lusió per la banda va disminuir considerablement. L'enregistrament del seu quart àlbum d'estudi, From Of Luxury to Heartache (UK No. 10, US No. 32), va durar durant molt de temps que el productor Arif Mardin va haver d'abandonar les sessions a causa de compromisos previs i deixar-ho a l'enginyer Lew Hahn gravà les veus finals. Cançons com "Gusto Blusto" i "Reasons" van trigar dies a finalitzar-se per causa de la minva de facultats del cantant addicte. No obstant això, el primer senzill "Move Away" es va convertir en un èxit, arribant al Regne Unit (número) 7 i EUA n.12. Però en el moment del llançament del segon single "God Thank You Woman", les notícies de l'addicció a les drogues de George van començar a circular en tabloides britànics i americans (però negats pel cantant), i el segon single no aconsegueix el mateix nivell d'èxit.
George i Moss tampoc no volien estar al voltant un de l'altre a causa de les constants batalles en la relació i, juntament amb l'addicció de George, es va haver de cancel·lar una gira nord-americana. From Luxury to Heartache va començar a desaparèixer de les cartes de vendes i finalment va vendre un milió de còpies a tot el món, molt menys que els seus àlbums anteriors. L'estiu de 1986, George finalment va admetre que era realment addicte a les drogues. El juliol d'aquest any, va ser arrestat per la policia britànica per possessió d'heroïna. La banda es va separar i George va seguir una carrera en solitari, tenint diversos èxits europeus i un parell d'èxits de Top 40 dels EUA, tot i que George continuaria lluitant amb la seva addicció a drogues durant diversos anys.

### Tribes: 2014–present
El nou àlbum Tribes de Culture Club tindrà temes com el senzill "More than Silence" i cançons inèdites com "Different Man" i "Human Zoo". La banda ha estat treballant en l'àlbum durant tres anys, però encara no es publica sense una data de llançament prevista. Mikey, Roy i Jon afirmen que George té el control i l'àlbum serà llançat "quan estigui llest". A l'abril de 2017, es va crear per part dels seguidors una petició anomenada "The Release of Tribes" per recollir signatures que acceleraren la sortida de l'àlbum (si es llança finalment) s'anima a 50,000 fans a signar. L'àlbum ara ha estat arxivat indefinidament.

### Retrobaments

#### 1989
La banda va intentar tornar a reunir-se el 1989, després de moltes peticions de Tony Gordon, l'ex gerent del grup i el gerent de Boy George en aquell moment. George va acordar provar algunes cançons amb la banda de nou, resultant en sessions d'enregistrament i produint més d'una dotzena de cançons encara inèdites fins als nostres dies. George, però, estava més entusiasmat amb els seus futurs projectes, com el seu segell discogràfic, More Protein, i el seu nou projecte d'Acid House, Jesus Loves You. La reunió proposta va acabar sent cancel·lada.

#### 1998–2000, 2002
En 1998, George i Moss van deixar les seves diferències a banda i el grup es va reunir per fer una gira de reunió, començant amb una actuació en VH1 Storytellers. George va dir sobre la reunió: "La reunió del Culture Club no podria haver arribat en un moment millor per al rock", i va afegir que "és un viatge de nostàlgia, no hi ha manera d'evitar-ho" La gira va ser un gran èxit. Greatest Moments, un àlbum de recopilació basat en l'actuació de Storytellers, va ser llançat i va anar al platí al Regne Unit. Incloïa noves cançons com "I Just Wanna Be Loved", que va arribar al 4t. lloc del registre del Regne Unit. No obstant això, el seu nou èxit va ser de curta durada i el seu cinquè àlbum d'estudi, Do not Mind If I Do, llançat el 1999, sols va aconseguir lloc en el número 64 del Regne Unit. Incloïa petits premis al Regne Unit en "Your Kisses are Charity" (RU n. 25) i "Cold Shoulder" (Regne Unit núm. 43).
La banda va començar la gira i es va tornar a reunir per a un concert del 20è aniversari el 2002 al Royal Albert Hall de Londres. Aquesta actuació es va estrenar en DVD l'any següent. El Culture Club es va tornar inactiu novament, en gran part a causa de la reeixida carrera com a DJ de George.

#### 2006–2007
Dins 2006, els membres originals de Culture Club Craig i Moss van provar d'iniciar una gira nova amb un altre cantant, mentre George i Hay havien declinat per anar de viatge. A principis d'aquell any, la companyia discogràfica de la banda va publicar un anunci per a un cantant principal per "... participar en una gira mundial i sèries de TV per 2007" El cantant nou, Sam Butcher va ser seleccionat a causa de la seva personalitat pròpia, "no és un doble d'en George." Després de mirar un vídeo en MySpace, George va descriure el cantant que el va substituir "dolent" i "terrible". George va dir: "volia que m'agradés però no podia. Són les meves cançons, són el meu cor, són la meva vida." Una gira proposada per desembre 2006 en el Regne Unit no va tenir lloc. Dins 2007, Moss va declarar que el projecte era arxivat.

#### 2011
A finals de 2011, Boy George va formar part d'una banda Culture Club de tres membres que va realitzar dos concerts en directe, a Dubai i Sydney, sent aquest últim un concert de New Year's Eve, tot i que Moss no va aparèixer a causa d'una lesió a l'esquena.

#### 2014–present
El 2014, la banda es va reformar i va anunciar una gira i un nou àlbum. També es va publicar una nova foto dels quatre membres al lloc web oficial de la banda, juntament amb la llista de les 11 dates del concert del Regne Unit. Alison Moyet havia de ser un convidat especial als concerts.
La banda va viatjar a Espanya per a una sessió de gravació de dues setmanes. Es van completar 18 pistes noves per a un nou àlbum produït per Youth (que anteriorment havia treballat amb Paul McCartney, The Verve i Embrace entre d'altres). El nou àlbum, anomenat Tribes, estava programat per a la seva estrena a principis de 2015 en el segell discogràfic Different Man Music (a través de Kobalt Label Services). A finals d'aquest any l'àlbum encara no s'havia materialitzat.
El 19 de juliol de 2014, la banda va estar formada per un concert de dues hores al castell d'Edimburg, abans de la cerimònia d'inauguració dels Jocs de la Commonwealth a Glasgow. Hay no va actuar amb la banda perquè estava en recuperació després de realitzar una cirurgia de genoll. La banda va tocar dues cançons, "Do You Really Want To Hurt Me" i "Karma Chameleon".
A mitjans de novembre de 2014, dos dies abans de l'inici de la seva gira de 21 dies als Estats Units i al Regne Unit, Culture Club va anunciar que havien de cancel·lar la gira a causa que George patia una greu malaltia de gola. La gira cancel·lada hauria representat la primera gira de la formació inicial original en 12 anys. La gira va ser finalment reprogramada i va començar el 17 de juliol de 2015, prop de Vancouver, Columbia Britànica. Un documental de televisió, Boy George and Culture Club: Karma to Calamity, s'emeté a la BBC Four el 6 de març de 2015. El programa va documentar la reunió de la banda el 2014 i la realització del seu nou disc a Espanya, fins a l'anunci de cancel·lació de la gira.
Basat en la popularitat de la mini-gira de 2015, els membres originals de Culture Club van encetar l'estiu una gira per 40 ciutats en 2016. Començant en Austràlia, anant al Japó, i travessant intensament els EUA, la banda tocà per a audiències entusiastes noves i veteranes que van recordar el seu inici 35 anys enrere.
L'agost de 2016, la banda va anunciar que l'àlbum Tribes havia d'estar permanentment arxivat, i va oferir reemborsaments a tots aquells que havien encomanat l'àlbum en línia.

## Premis, nomenaments, honors

### American Music Awards
| Any  | Treball nominat | Categoria                        | Resultat |
| ---- | --------------- | -------------------------------- | -------- |
| 1987 | Culture Club    | Favorite Pop/Rock Band/Duo/Group | Nominat  |
| 1985 | Culture Club    | Favorite Pop/Rock Band/Duo/Group | Nominat  |

### BRIT Awards
| Any  | Treball nominat | Categoria                     | Resultat  |
| ---- | --------------- | ----------------------------- | --------- |
| 1983 | Culture Club    | Best British Breakthrough Act | Guanyador |
| 1984 | Culture Club    | Best British Group            | Guanyador |
| 1984 | Karma Chameleon | Best British Single           | Guanyador |

### Grammy Awards
| Any  | Treball nominat                 | Categoria                              | Resultat  |
| ---- | ------------------------------- | -------------------------------------- | --------- |
| 1984 | Culture Club                    | Best New Artist                        | Guanyador |
| 1984 | "Do You Really Want to Hurt Me" | Best Pop Performance by a Duo or Group | Nominat   |

### Ivor Novello Awards
| 1983 | "Do You Really Want to Hurt Me" | Best Selling A-Side           | Nominat   |
| 1984 | "Karma Chameleon"               | Best Pop Song                 | Guanyador |
| 1984 | "Karma Chameleon"               | Best Selling A-Side           | Guanyador |
| 1984 | "Karma Chameleon"               | Most Performed Work           | Nominat   |
| 1984 | "Karma Chameleon"               | International Hit of the Year | Nominat   |

### Juno Awards
| Any  | Treball nominat   | Categoria                       | Resultat |
| ---- | ----------------- | ------------------------------- | -------- |
| 1984 | Colour by Numbers | International Album of the Year | Nominat  |

### Q Awards
| 2006 | "Karma Chameleon" | Q Classic Song Award | Guanyador |
| 2014 | Culture Club      | Q Idol               | Guanyador |

### Rockbjornen
| 1983 | Colour by Numbers | Best Foreign Album | Guanyador |

### Rock and Roll Hall of Fame
| Any  | Treball nominat             | Categoria                           | Resultat  | Nota |
| ---- | --------------------------- | ----------------------------------- | --------- | ---- |
| 1999 | "Time (Clock of the Heart)" | 500 Songs That Shaped Rock and Roll | Guanyador | #107 |

## Música
El so de Club de cultura combina New Wave britànica i Soul nord-americà amb reggae jamaicà i també altres estils com ara calypso, salsa o country.
Philadelphia Daily News va descriure Culture Club com una nova acció de rock calent, mentre que William K Knoedelseder Jr de Los Angeles Times va dir sobre el grup, "Boy George de Culture Club, un grup de rock que MTV va ajudar a fer-se popular", afegint que "hi ha un debat en la indústria discogràfica sobre la capacitat de MTV per augmentar directament les vendes de discos a tot el món, però no hi ha cap dubte que el canal ha estat l'encarregat d'exposar artistes de rock com Def Leppard, Duran Duran i Men at Work a un públic nacional ..."
A la dècada de 1980, Boy George va dir sobre l'estil musical de la seva banda Culture Club, "toquem rock 'n' roll i m'encanta la música rock 'n' roll, però no m'agrada l'estil de vida. No m'agrada la gent tipa de cervesa fins a la coroneta ... Únicament odio el rock 'n' roll en aquest sentit. És una cosa desagradable i avorrida. Veig el que estem fent molt intel·ligent."
Stephen Holden, crític musical de The New York Times, va dir en el seu article Rock: British Culture Club, que "Culture Club combina soul, rock, funk, reggae i salsa en una música que reconcilia mitjançant programació estils blancs, negres i llatins", afegint que, "el senyor O'Dowd va fer que les millors cançons del grup - la de gust de Motown Do You Really Want to Hurt Me i la melodia de dansa llatina I'll Tumble 4 Ya- brillaren com joies."
Star-News va considerar Culture Club com una banda de rock de la dècada de 1980; va dir el diari: "Ara veus música més orientada al ritme," nou rock dels anys 80 ", com Culture Club i Eurythmics, que s'adapta més fàcilment als formats contemporanis urbans."
Stephen Thomas Erlewine, editor principal d'AllMusic, va descriure específicament a Culture Club com una banda New Wave i genèricament com el grup pop-rock més reeixit a Amèrica i Anglaterra durant la dècada de 1980, i va afegir que "el 1986, el grup s'havia trencat, deixant enrere diversos singles classificats com a clàssics de l'era New Wave."
La música de Culture Club és descrita per George com "L'objectiu és ser fluid de forma creativa per fer que tot el que fem sigui una mica diferent. Volem ser un pont entre el rock blanc i l'ànima negra", i afegeix que "vull un Culture Club que representi a tots els pobles i minories".
La banda va formar part de la segona invasió britànica de rock dels anys vuitanta als Estats Units, tal com van dir R. Serge Denisoff i William L. Schurk en el seu llibre Gold tayed: la indústria discogràfica va tornar a revisar: "Here comes the rock and roll of 1984". Els invasors eren un grup mixt liderat per Culture Club, el so del qual s'ha descrit com "Smokey Robinson reciclat" o "Schmaltz torch americà i Motown clàssic", i va afegir que "l'aparença Drag-queen de Boy George va fer que mostrés naturalitat en les demandes visuals de la televisió per cable".
En el seu llibre 'Magazines for children: a guide for parents, teachers, and librarians', l'autora Selma K. Richardson va dir que la música de Culture Club és rock tou que conté, "prou ànima i elements new wave per agradar gairebé totes les audiències".

## Membres de banda
- Boy George – Veu principal
- Roy Hay – guitarra, sitar, sitar elèctric, teclats, sintetitzadors, piano, veus secundàries
- Mikey Craig – guitarra baixa, keytar, piano, veus secundàries
- Jon Moss – tambors, percussió, tambors electrònics, tambor metàl·lic, congues, veus secundàries

## Discografia
- Kissing to Be Clever (1982)
- Colour by Numbers (1983)
- Waking Up with the House on Fire (1984)
- From Luxury to Heartache (1986)
- Don't Mind If I Do (1999)
- Tribes (2018)